# Hylemya variata
Hylemya variata är en tvåvingeart som först beskrevs av Fallen 1823.  Hylemya variata ingår i släktet Hylemya och familjen blomsterflugor. Arten är reproducerande i Sverige. Inga underarter finns listade i Catalogue of Life.

## Bildgalleri

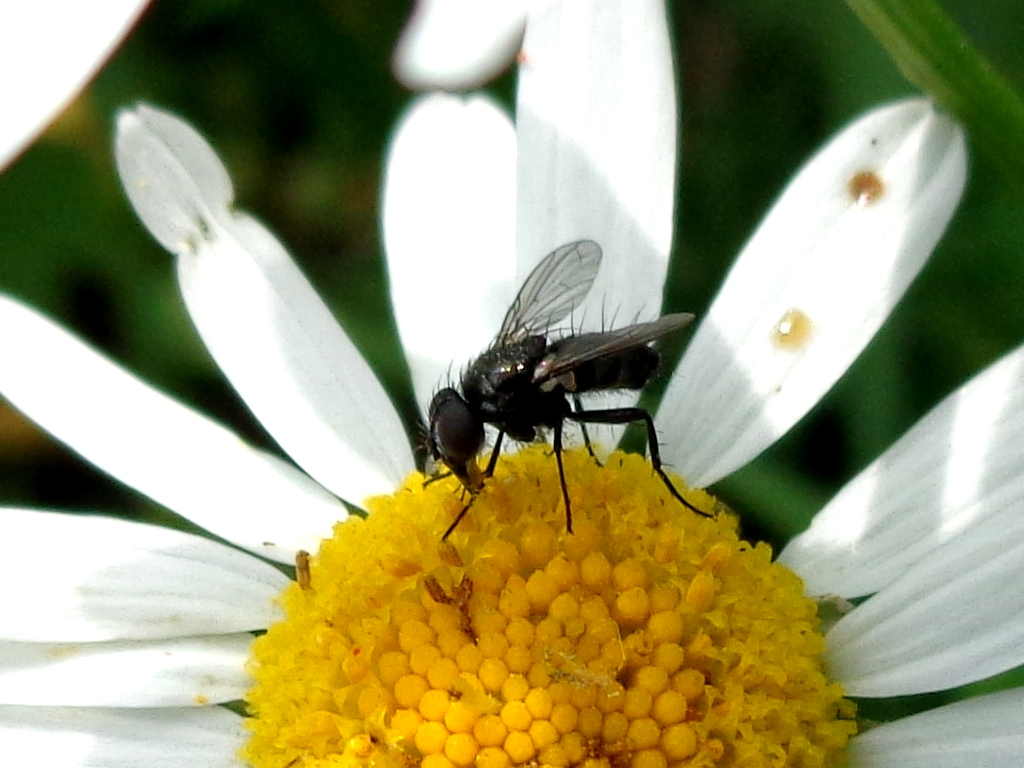